# أولمبيا دوكاكيس
أولمبيا دوكاكيس (بالإنجليزية: Olympia Dukakis)‏ مواليد 20 يونيو 1931 في ماساتشوستس، الولايات المتحدة، هي ممثلة أمريكية بدأت مسيرتها الفنية عام 1962. كما أنها من الفائزات بجوائز الأوسكار وجائزة غولدن غلوب.

## الأعمال
- مجذوبة القمر
- الفتاة العاملة
- أفروديت القوية
- صورة مثالية
- مافيا!
- جنس
- مايك

## وصلات خارجية
- أولمبيا دوكاكيس على موقع IMDb (الإنجليزية)
- أولمبيا دوكاكيس على موقع الموسوعة البريطانية (الإنجليزية)
- أولمبيا دوكاكيس على موقع روتن توميتوز (الإنجليزية)
- أولمبيا دوكاكيس على موقع ألو سيني (الفرنسية)
- أولمبيا دوكاكيس على موقع ميوزك برينز (الإنجليزية)
- أولمبيا دوكاكيس على موقع تيرنر كلاسيك موفيز (الإنجليزية)
- أولمبيا دوكاكيس على موقع أول موفي (الإنجليزية)
- أولمبيا دوكاكيس على موقع قاعدة بيانات برودواي على الإنترنت (الإنجليزية)
- أولمبيا دوكاكيس على موقع قاعدة بيانات الأفلام السويدية (السويدية)
- أولمبيا دوكاكيس على موقع إن إن دي بي (الإنجليزية)
- أولمبيا دوكاكيس في قاعدة بيانات أقل من برودواي على الإنترنت